# کادیلاک ال‌دورادو

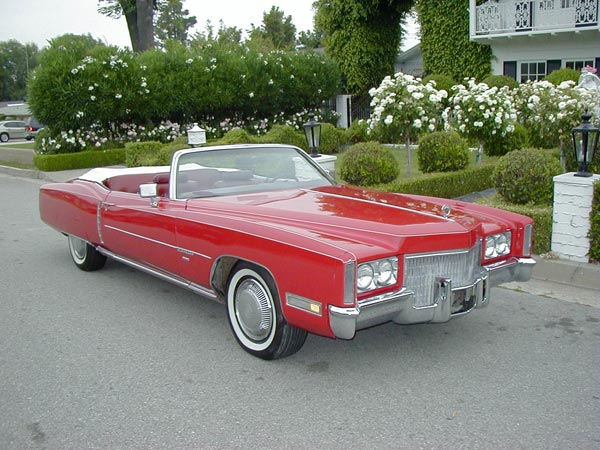
کادیلاک ال‌دورادو، مدل ۱۹۷۱

کادیلاک ال‌دورادو یا کادیلاک الدورادو (به انگلیسی: Cadillac Eldorado) خودرویی است که در سال‌های ۱۹۵۳–۲۰۱۸ تولید شده است.

## تاریخچه
کادیلاک مدل الدورادو از سال ۱۹۵۳ تا ۲۰۰۲ قسمتی از خط تولید کمپانی کادیلاک بود. این کمپانی هم‌اکنون تحت مالکیت جنرال موتورز می‌باشد. الدورادو باقدمت‌ترین در میان خودروهای اشرافی شخصی آمریکایی است؛ رقبای اصلی آن شامل «بیوک ریویرا» (مدل‌های ارزانتر آن) و «لینکلن مارک» می‌شد.
اگرچه خودروهای دارای این نام، تفاوت‌هایی در سبکِ بدنه و لِی‌آوت فنی در طی این دورهٔ طولانی داشتند، مدل‌های الدورادو همیشه نزدیک به سطوح بالای خط تولید کادیلاک بود.

## نام الدورادو
- این اسم برای سالگرد طلائی برند کادیلاک، برای یک ماشین نمایشی خاص ساخت سال ۱۹۵۲ پیشنهاد شد. این، نتیجهٔ یک مسابقه داخلی بود.
- در روایتی دیگر، مجلهٔ «پالم اسپرینگز لایف» این اسم را به مکانی در «درهٔ کوچلا» در کالیفرنیا نسبت داد که مکان تفریحی مورد علاقه و توجه هیئت رئیسهٔ جنرال موتورز بود.
- برخی گویند کلمه «الدورادو» برگرفته از کلمهٔ اسپانیایی «el dorado» به معنی «مطلّا» و «زرنگار» است.
- بیشتر اوقات این نام به شهر افسانه‌ایِ ثروت‌های اسطوره‌ای، جایی در آمریکای جنوبی، که الهام‌بخش بسیاری از سفرهای اروپاییان بود، اطلاق شده.

## نگارخانه

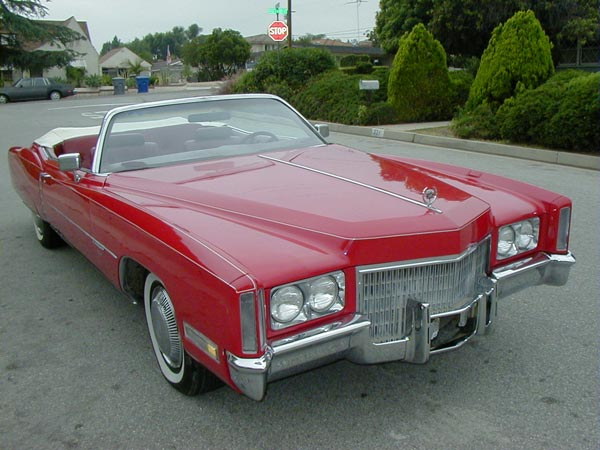
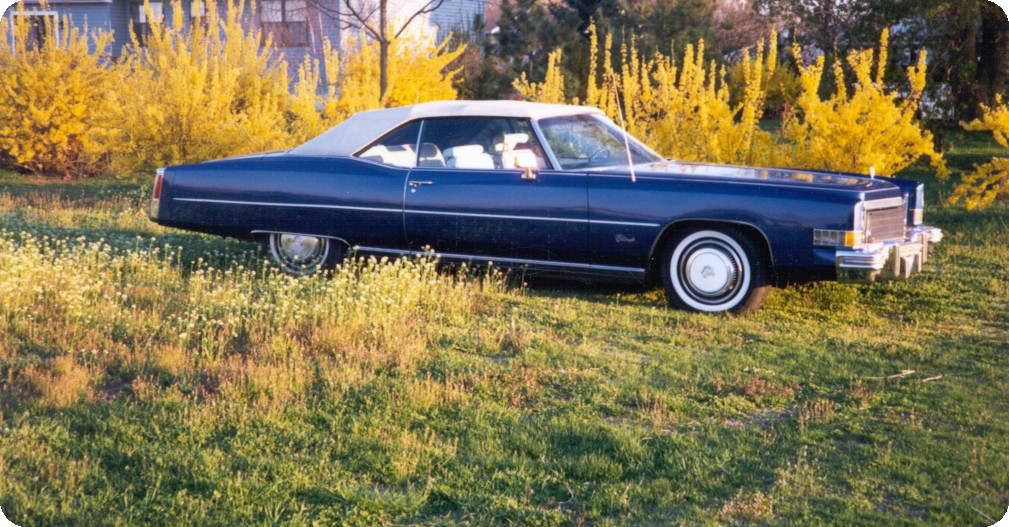
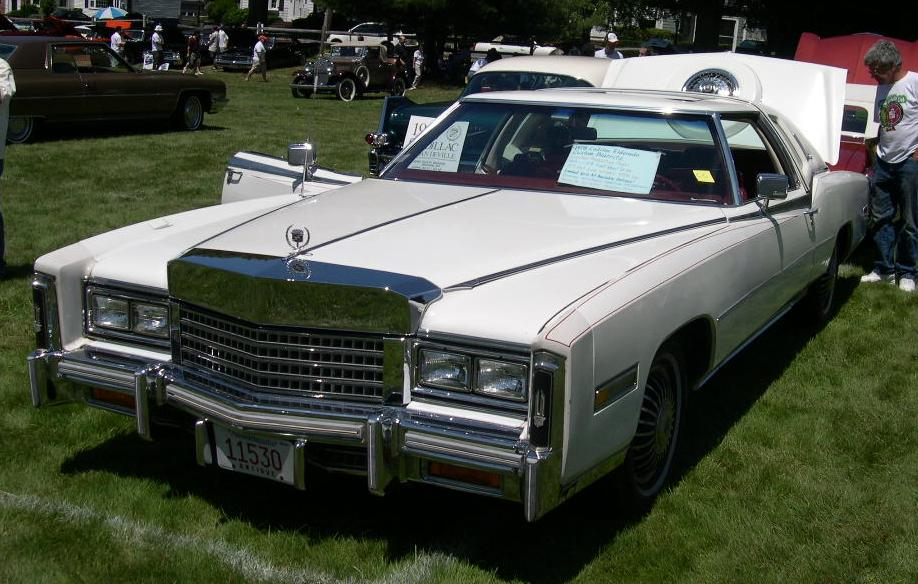
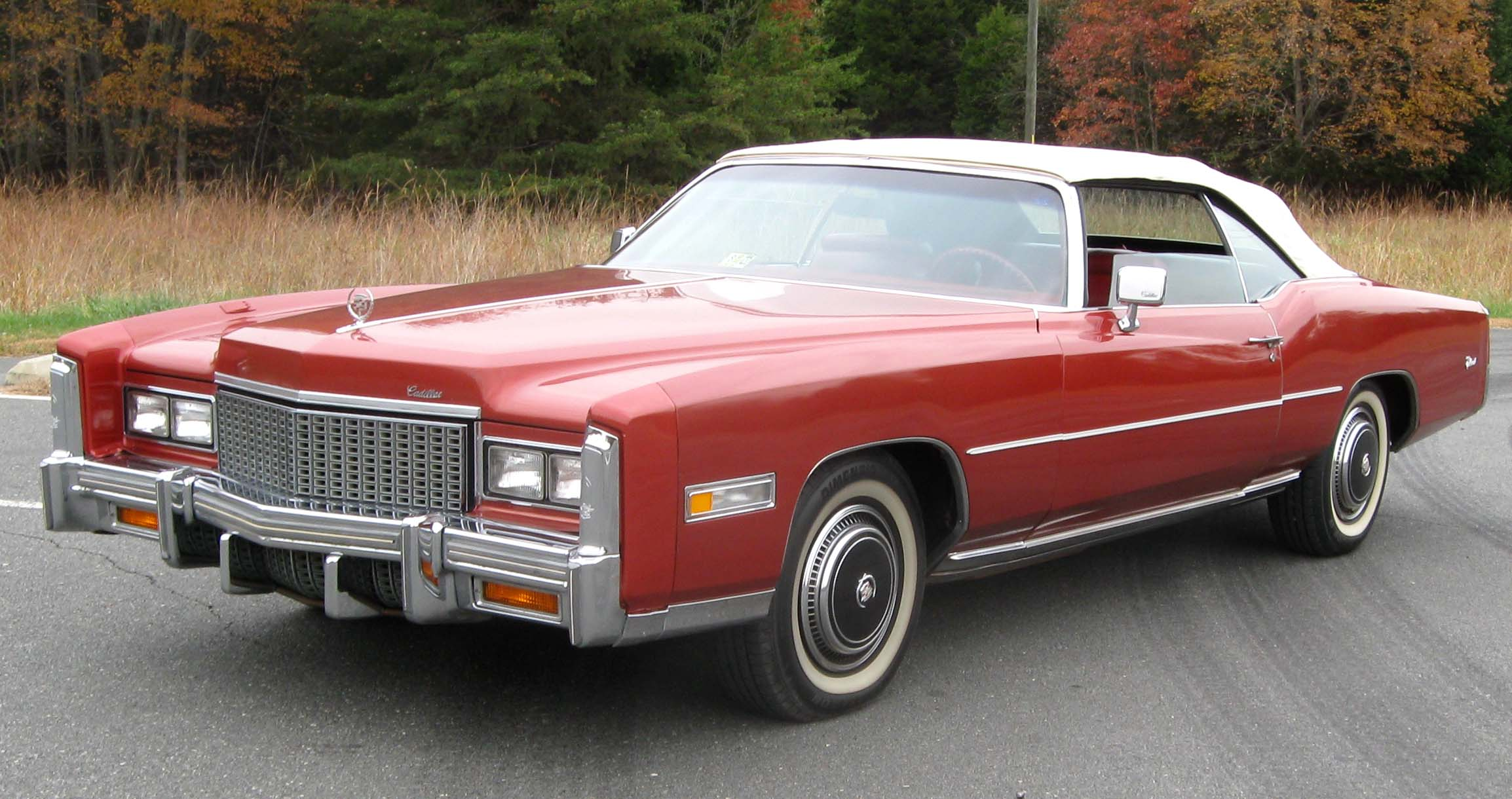
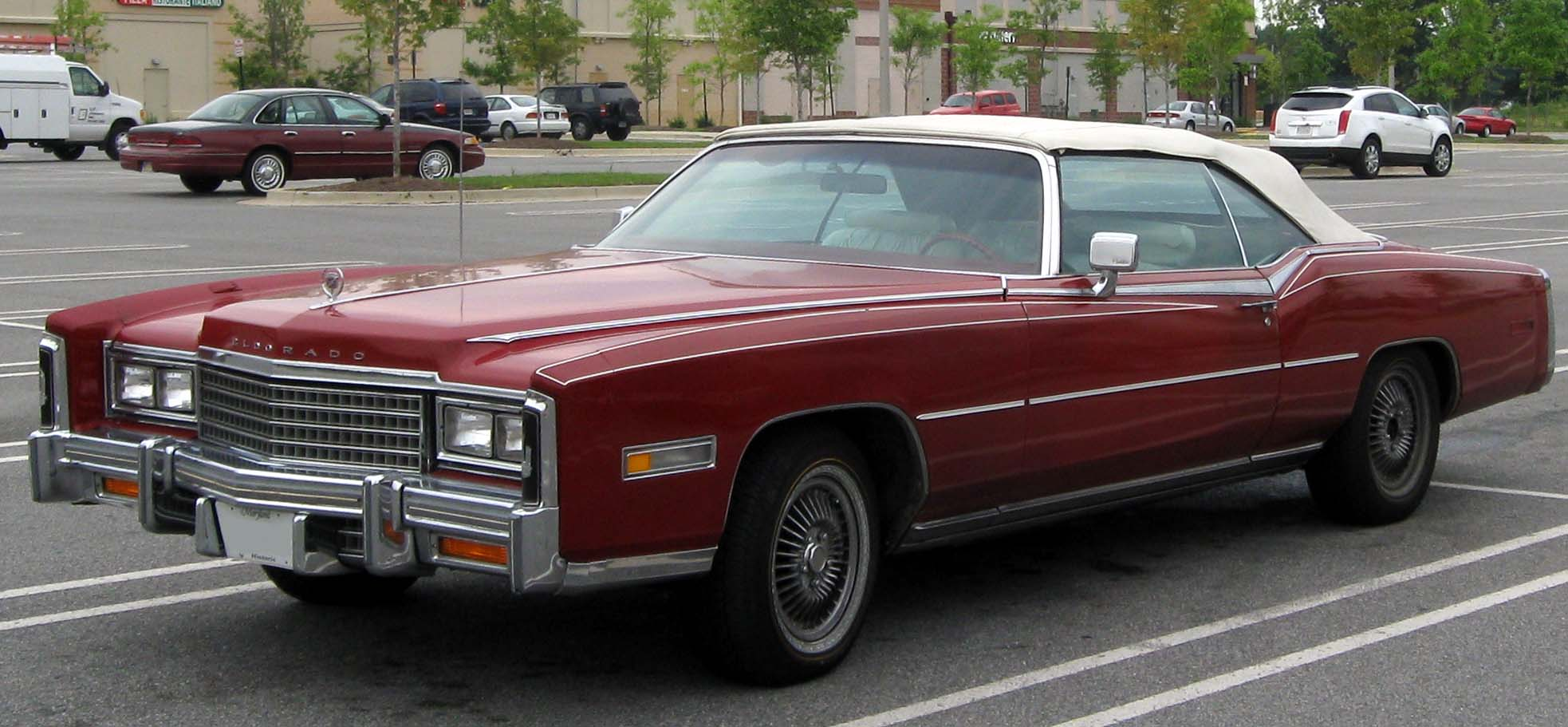